# Huangfu (socken i Kina, Shanxi)
Huangfu (kinesiska: 皇甫, 皇甫乡) är en socken i Kina. Den ligger i provinsen Shanxi, i den norra delen av landet, omkring 320 kilometer sydväst om provinshuvudstaden Taiyuan. Antalet invånare är 20 697. Befolkningen består av 10 263 kvinnor och 10 434 män. Barn under 15 år utgör 15,0 %, vuxna 15-64 år 74 %, och äldre över 65 år 10,0 %.
Genomsnittlig årsnederbörd är 632 millimeter. Den regnigaste månaden är juli, med i genomsnitt 153 mm nederbörd, och den torraste är januari, med 3 mm nederbörd.